# 2004 في النمسا
فيما يلي قوائم الأحداث التي وقعت خلال عام 2004 في النمسا.

## سياسة

### تعيين في المنصب
- 1 يناير – مارجيت فيشر السيدة الأولى للنمسا [الإنجليزية]‏.
- 16 يونيو – باربرا برامر Second President of the National Council of Austria ‏.
- 8 يوليو – هاينز فيشر قائمة رؤساء النمسا.

### انتهاء فترة المنصب
- 16 يونيو – هاينز فيشر Second President of the National Council of Austria ‏، عضو المجلس الوطني للنمسا.
- 6 يوليو – توماس كلستيل قائمة رؤساء النمسا.
- 20 أكتوبر – بينيتا فيريرو فالدنر وزير خارجية النمسا [الإنجليزية]‏.

## أفلام
من الأفلام التي صدرت هذه السنة في النمسا:
- 8 سبتمبر – السقوط من إخراج أوليفر هيرشبيغل.
- 25 نوفمبر – قد ولت الأعوام السمينة من إخراج هانز وينجارتنر.

## وفيات

### أبريل
- 10 أبريل – رولان راينر (مواليد 1910)

### يوليو
- 6 يوليو – توماس كلستيل (مواليد 1932)

### أكتوبر
- 10 أكتوبر – جوزيف أرغاور (مواليد 1910) لاعب كرة قدم نمساوي.